# Castil de Carrias
Castil, también conocido como Castil de Carrias, por su proximidad a Carrias y popularmente como Castrillo, es un despoblado situado en la provincia de Burgos, en la comunidad autónoma de Castilla y León (España), en la comarca de Montes de Oca, perteneciente al partido judicial de Burgos. Pertenece al ayuntamiento de Belorado.

## Geografía
A 17 kilómetros de Briviesca, en el sur de La Bureba, en un territorio paramero y yesífero conocido como Las Lomas y al borde de una depresión de forma semicircular en la vertiente mediterránea, formada por la confluencia de dos valles y bañada por el arroyo Quintanilleja afluente del río Tirón. Limita al norte con Carrias; por del sur con las Eras de la Red que le separan del Camino de Santiago, donde se encuentra la actual cabecera del municipio; este con el valle de Hontanillas y más allá con el valle de Oca y al oeste con el valle de Las Cuevas. Junto a las localidades de Bañuelos, Quintanaloranco y Loranquillo.

## Historia
Villa de la Hermandad de Montes de Oca, en el antiguo partido Juarros, con jurisdicción de señorío ejercida por su alcalde mayor nombrado por el Conde de Murillo. A la caída del Antiguo Régimen se constituye el municipio, en el Partido de Burgos perteneciente a la región de Castilla la Vieja, que en el censo de la matrícula catastral contaba con 37 hogares y 150 vecinos. Anexionado por Belorado tras su ocaso demográfico, contaba entonces con un único vecino, siendo durante varios años el municipio menos poblado de España. El hombre Florentino fallecería en 1994,se dice que unos cazadores le encontraron muerto mientras hacia la comida

### Orígenes
El nombre de Castil sugiere la presencia de un castro aunque no se han encontrado restos que lo confirmen. Citado ya en el año de 1100 en carta de donación

### Florentino González
Una buena parte de la prensa nacional (entrevista en El País) y revistas como Pronto, El Caso y Blanco y Negro, entre otras, e incluso el programa radiofónico Encarna de Noche, se encargaron de noticiar la vida solitaria de Florentino, el último habitante del hasta entonces desconocido pueblo burgalés.

### Actualidad
Actualmente, se celebra en la localidad una fiesta en verano que reúne a los antiguos vecinos y a los hijos de los mismos con el fin de que el pueblo y sus gentes no caigan en el olvido. 

También se realizan actividades como el paintball en sus calles. 

A finales de mayo del año 2012, se usó como escenario de una miniserie, Gernika bajo las bombas producida por Euskal Telebista.

## Iglesia
El pueblo posee la iglesia de Santa María, dependiente de la parroquia de Bañuelos de Bureba en el Arcipestrazgo de Oca-Tirón, diócesis de Burgos .Esta se encuentra en mal estado, el retablo fue robado, las tumbas saqueadas en las cuales se pueden apreciar aun los huesos. 

## Gernika bajo las bombas
Fue el escenario en 2012 que simulaba las ruinas tras el bombardeo de Guernica.

## Demografía
| Gráfica de evolución demográfica de Castil de Carrias entre 1842 y 1981 |
| |
| Población de derecho según los censos de población del INE. Población de hecho según los censos de población del INE.Entre el censo de 1991 y el anterior, este municipio desaparece porque se integra en el municipio Belorado. |

| 1842 |  | 1857 |  | 1860 |  | 1877 |  | 1887 |  | 1897 |  | 1900 |  | 1910 |  | 1920 |  | 1930 |  | 1940 |  | 1950 |  | 1960 |  | 1970 |  | 1981 |
| ---- |  | ---- |  | ---- |  | ---- |  | ---- |  | ---- |  | ---- |  | ---- |  | ---- |  | ---- |  | ---- |  | ---- |  | ---- |  | ---- |  | ---- |
| 150  |  | 243  |  | 246  |  | 194  |  | 153  |  | 147  |  | 151  |  | 152  |  | 167  |  | 163  |  | 168  |  | 178  |  | 126  |  | 59   |  | 1    |